# Погвіздув (Нижньосілезьке воєводство)
Погвіздув (пол. Pogwizdów, нім. Langhelwigsdorf) — село в Польщі, у гміні Пашовиці Яворського повіту Нижньосілезького воєводства.
Населення — 450 осіб (2011).
У 1975-1998 роках село належало до Легницького воєводства.

## Демографія
Демографічна структура станом на 31 березня 2011 року:
|          | Загалом | Допрацездатний вік | Працездатний вік | Постпрацездатний вік |
| -------- | ------- | ------------------ | ---------------- | -------------------- |
| Чоловіки | 237     | 49                 | 174              | 14                   |
| Жінки    | 213     | 38                 | 131              | 44                   |
| Разом    | 450     | 87                 | 305              | 58                   |

## Галерея

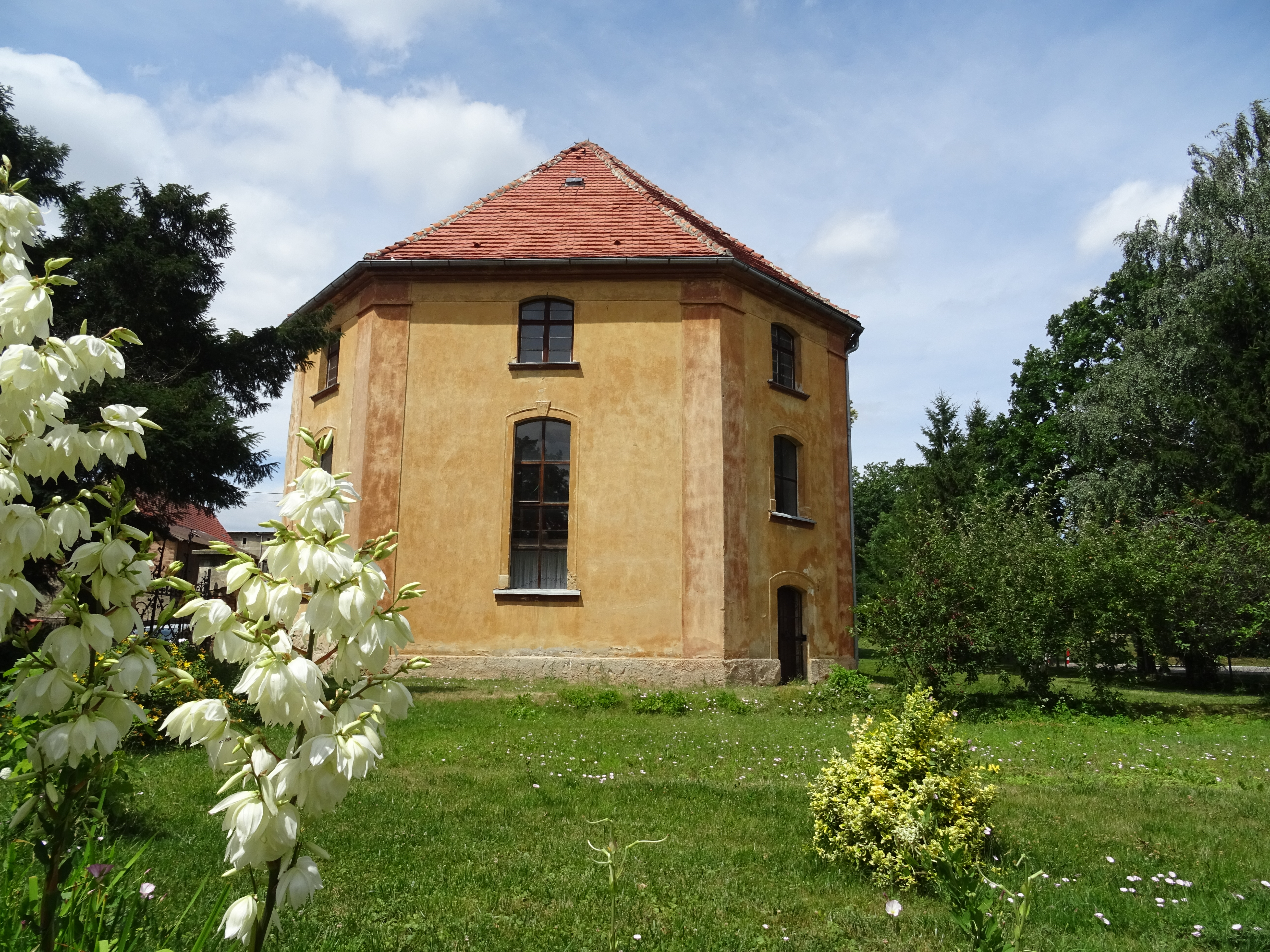
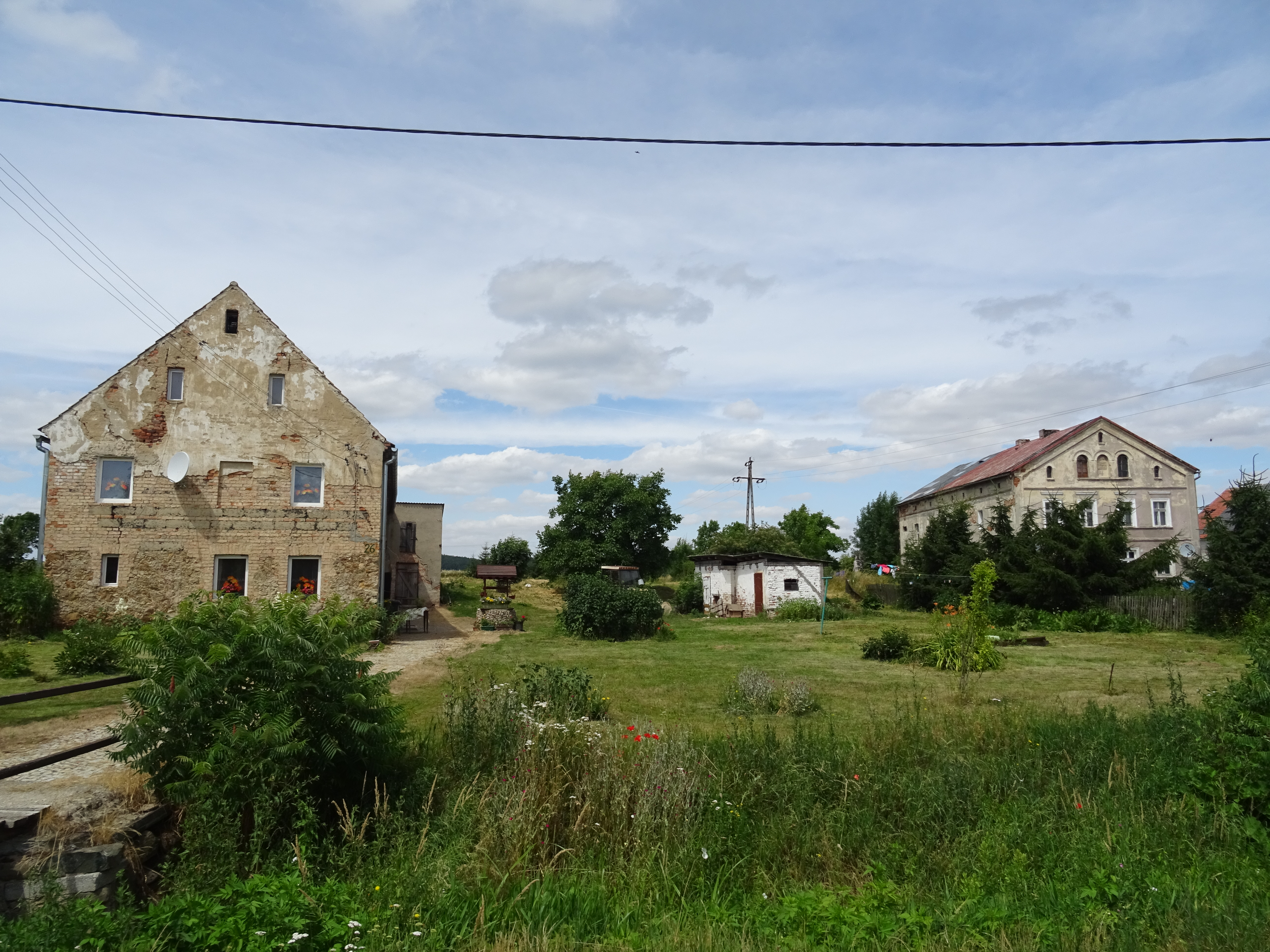
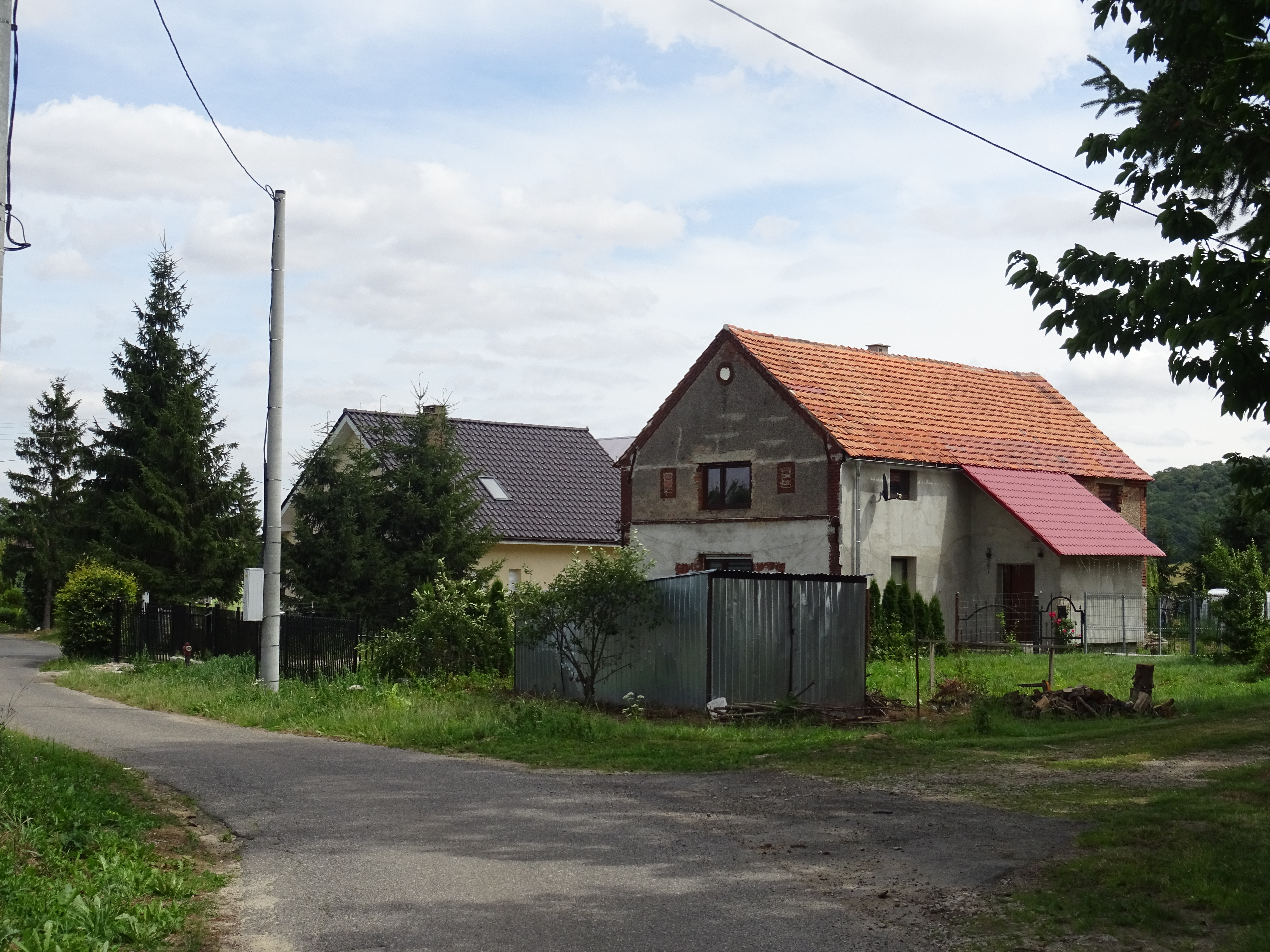
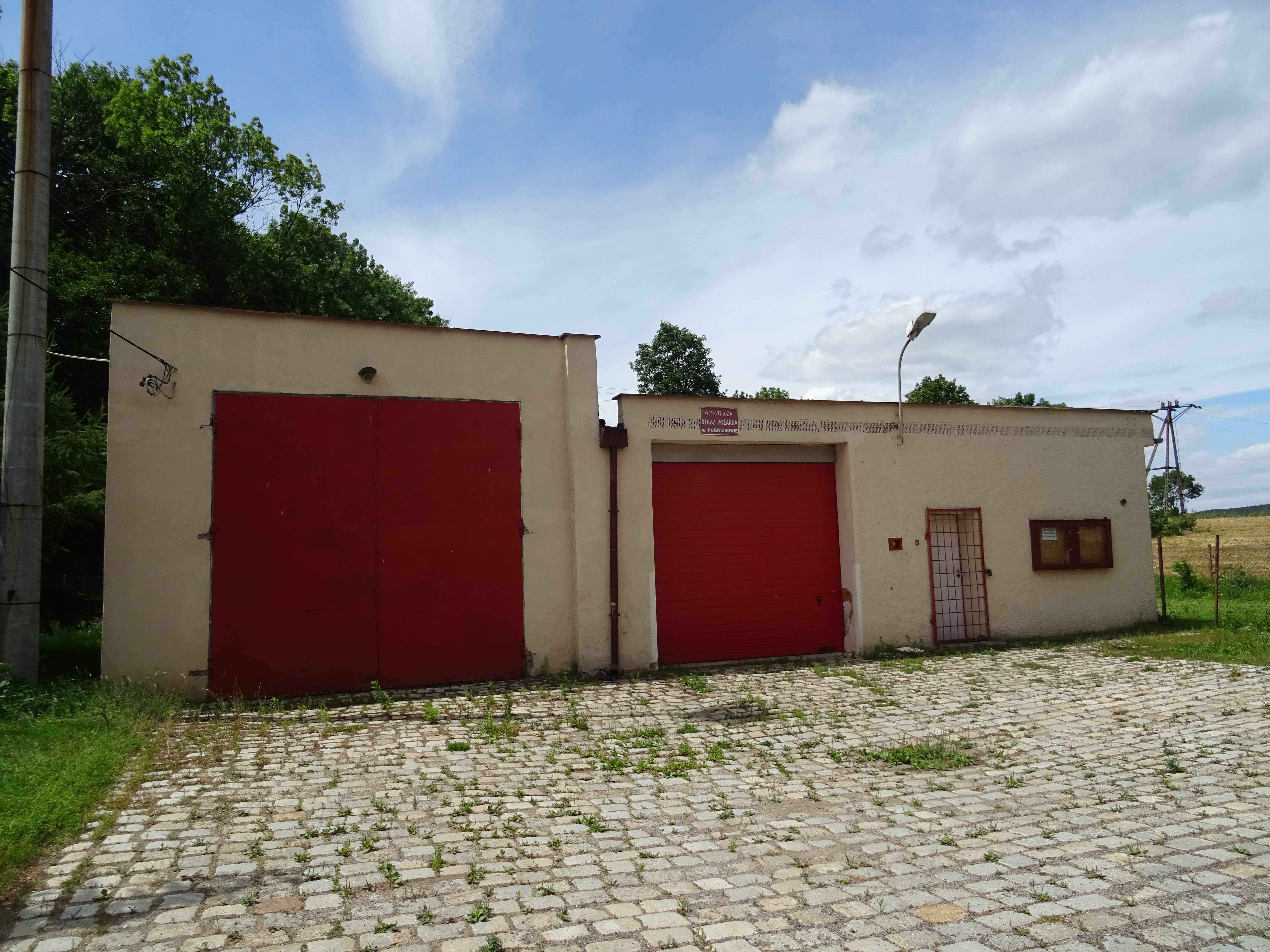